# Vespa philippinensis
Vespa philippinensis är en getingart som beskrevs av Henri Saussure 1854. Vespa philippinensis ingår i släktet bålgetingar, och familjen getingar. Inga underarter finns listade i Catalogue of Life.